# صباح جعير
صباح جعير (مواليد 26 مايو 1970) هو لاعب كرة قدم عراقي دولي سابق كان يلعب كمهاجم. مثّل منتخب العراق لكرة القدم في كأس آسيا 2000.

## مصدر
1. 1 2  Hassanin Mubarak. "Player Database". iraqsport.com. مؤرشف من الأصل في 2003-04-21.
2. ↑  اللاعب صباح جعير على موقع كووورة، تاريخ الوصول: 2017-01-05.

## روابط خارجية
- صباح جعير على موقع الاتحاد الدولي (مؤرشف)  (الإنجليزية)
- صباح جعير على موقع ناشيونال فوتبول تيمز (الإنجليزية)
- صباح جعير على موقع Soccerway.com (الإنجليزية)
- صباح جعير على موقع كووورة